# Милан Чесник
Милан Чесник (Љубљана, 1. јун 1920 — Љубљана, 18. јун 1942), учесник Народноослободилачке борбе и народни херој Југославије.

## Биографија
Рођен је 1. јуна 1920. године у Љубљани. Његов отац Михаел је радник државних железница и имао је шесторо деце – три сина и три ћерке. Основну школу Милан је завршио у љубљанском предграђу Вич, а потом је уписао Прву државну реалну гимназију. Био је врло добар ђак, а бавио се и фискултуром и спортом и био члан „Сокола“.
У вишим разредима гимназије Милан се упознао са марксизмом и почео се више занимати за политику. Прикључио се тада омладинском револуционарном покрету и 1937. године постао члан Савеза комунистичке омладине Југославије (СКОЈ). Због његовог учешћа у акцијама, које су предводили комунисти, дошао је у сукоб са професорима, а посебно са директором гимназије. Због овог сукоба понављао је седми разред, а следеће године је морао на поправни из словеначког језика. У завршном разреду прешао је у одељење коме је разредни старешина био словеначки писац Јуш Козак. Он му је много помогао и штитио га. Положио је велику матуру и уписао се на хемијски одсек Природно-техничког факултета Универзитета у Љубљани.
Као истакнути скојевац, постао је члан комитета свих средњих школа у Љубљани, а крајем те 1940. године примљен је и у чланство Комунистичке партије Југославије (КПЈ). Априла 1941. године, заједно са братом Станетом, ђаком Средње техничке школе и групом омладинаца, по директиви КПЈ, отишао је као добровољац у Југословенску војску у намери да брани земљу од фашизма.
У Загребу су га, у тренутку расула државе и војске, заједно са групом војника, заробиле усташе. У затвору је, као искусан илегалац, руководио групом словеначких затвореника – организовао је међусобну помоћ, набавку хране и везу с градом уз помоћ сестре, која је живела у Загребу. Крајем маја 1941. године био је пуштен из затвора, и вратио се у Љубљану.
Одмах по доласку у Љубљану, укључио се у политички рад и припреме за оружану борбу. Јуна 1941. године постао је члан Рејонског комитета КП Словеније за Вич и члан Рејонског одбора Освободилне фронте. Радио је на омасовљавању и прерастању Освободилне фронте у широки народни покрет. У августу је организовао саботажу у хемијској фабрици. После ове саботаже, полиција је трагала за њим, али се он као искусан илегалац вешто скривао. Поред полиције за Миланом су трагали и неки његови бивши другови из „Сокола“, који су се прикључили Белој гарди и знајући да је он комуниста сматрали га издајником.
Његов опстанак у Љубани био је све тежи, јер су Италијани фебруара 1942. године град опасали жичаним препрекама и бункерима, док су у граду вршили масовна хапшења. Да би га склонили у део града где га познаје мање људи, Милан је фебруару 1942. године одређен за секретара Рејонског комитета КПС за Мосте. Иако је више пута тражио да оде у партизане, за то су се стекли услови тек у јуну 1942. године. Са лажним исправама отишао је у Доломите, али тамо није могао да нађе везу, па се морао поново вратити у Љубљану, са намером да поново оде, кад добије везу.
Тада се настанио се код своје веренице, не знајући да је њена кућа под полицијском присмотром. Један италијански војник га је 17. јуна зауставио и наредио му да пође с њим. Милан је покушао да побегне, и војник га је метком из пиштоља погодио у главу. Али, он је крајњим напором успео да уђе у једну кућу, где га је његов прогонитељ стигао и још једном га ранио. Потом је био пребачен у војну болницу, али је сутрадан 18. јуна 1942. године преминуо.
Указом председника Федеративне Народне Републике Југославије Јосипа Броза Тита, 27. новембра 1953. године, проглашен је за народног хероја.
Читава Миланова породица – браћа и сестре су били учесници Народноослободилачког рата. Његов брат Винко, који је живео у Загребу, отуда је отишао у партизане и када се, због неког задатка, вратио у град, био је ухваћен и јавно обешен 1944. године.